# Oliver Jackson-Cohen
Oliver Mansour Jackson-Cohen (Wesminster, London, 1986. október 24. –) angol színész, modell.
Fontosabb sorozatszerepei voltak a Drakula, (2013), A Hill-ház szelleme (2018) és A Bly-udvarház szelleme (2020) című televíziós műsorokban. A 2020-ben bemutatott A láthatatlan ember című horrorfilmben a címszereplőt alakította.

## Filmográfia

### Film
| Év   | Magyar cím            | Eredeti cím                   | Szerep            | Magyar hang   |
| ---- | --------------------- | ----------------------------- | ----------------- | ------------- |
| 2008 |                       | The Rooftopsmiths (rövidfilm) | Marcus            |               |
| 2010 | Hétmérföldes szerelem | Going the Distance            | Damon             | Szabó Máté    |
| 2010 | Rohanás               | Faster                        | A gyilkos         | Géczi Zoltán  |
| 2011 | Számos pasas          | What's Your Number?           | Eddie Vogel       | Zámbori Soma  |
| 2012 |                       | Destinée (rövidfilm)          | Nick              |               |
| 2012 | A holló               | The Raven                     | John Cantrell     | Fehér Tibor   |
| 2016 |                       | Despite the Falling Snow      | Misha             |               |
| 2016 | A gyógyító            | The Healer                    | Alec Bailey       | Horváth Illés |
| 2020 | A láthatatlan ember   | The Invisible Man             | Adrian Griffin    | Szatory Dávid |
| 2021 | Az elveszett lány     | The Lost Daughter             | Toni              |               |
| 2022 | Mr. Malcolm lajstroma | Mr. Malcolm's List            | Lord Cassidy      |               |
| 2022 |                       | Emily                         | William Weightman |               |
| 2023 |                       | Jackdaw                       | Jack Dawson       |               |

### Televízió
| Év        | Magyar cím                   | Eredeti cím                            | Szerep                  | Megjegyzések                                 |
| --------- | ---------------------------- | -------------------------------------- | ----------------------- | -------------------------------------------- |
| 2007      |                              | The Time of Your Life                  | Marcus                  | minisorozat (1 epizód)                       |
| 2008      | Candlefordi kisasszonyok     | Lark Rise to Candleford                | Phillip White           | 8 epizód                                     |
| 2008      | Elveszett kincsek kalandorai | Bonekickers                            | Colm                    | 1 epizód                                     |
| 2011      |                              | Will & Kate: Before Happily Ever After | Vilmos herceg           | 4 epizód                                     |
| 2012      | Az idők végezetéig           | World Without End                      | Ralph Fitzgerald        | 8 epizód                                     |
| 2013      | Mr Selfridge                 | Mr Selfridge                           | Roderick 'Roddy' Temple | 6 epizód                                     |
| 2013–2014 | Drakula                      | Dracula                                | Jonathan Harker         | 10 epizód                                    |
| 2014      |                              | The Great Fire                         | Jakab, York hercege     | minisorozat (4 epizód)                       |
| 2015      |                              | The Secret River                       | William Thornhill       | minisorozat (2 epizód)                       |
| 2017      | Emerald City                 | Emerald City                           | Roan / Lucas            | - 10 epizód - magyar hangja: - Horváth Illés |
| 2017      | A narancs inges férfi        | Man in an Orange Shirt                 | Michael Berryman        | - 2 epizód - magyar hangja: - Szatory Dávid  |
| 2018      | A Hill-ház szelleme          | The Haunting of Hill House             | Luke Crain felnőttként  | - 10 epizód - magyar hangja: - Horváth Illés |
| 2020      | A Bly-udvarház szelleme      | The Haunting of Bly Manor              | Peter Quint             | - 5 epizód - magyar hangja: - Horváth Illés  |
| 2022      | Felszín                      | Surface                                | James Ellis             | főszereplő                                   |
| 2023      | A vadonban                   | Wilderness                             | Will Taylor             | főszereplő                                   |

## Fordítás
- Ez a szócikk részben vagy egészben  az   Oliver Jackson-Cohen című angol Wikipédia-szócikk fordításán alapul.  Az eredeti cikk szerkesztőit annak laptörténete sorolja fel. Ez a jelzés csupán a megfogalmazás eredetét és a szerzői jogokat jelzi, nem szolgál a cikkben szereplő információk forrásmegjelöléseként.